# Pascual Martínez Forteza
Pascual Martínez Forteza (nacido en 1972) es un clarinetista Español afincado desde 1996 en Estados Unidos.
Nació en Palma de Mallorca, y en 2001 se convirtió en el primer y único español en la New York Philharmonic. Anteriormente fue también miembro de la Cincinnati Symphony. Estudió en la University of Southern California con el Maestro Yehuda Gilad y es desde hace muchos años un artista establecido ofreciendo más de 200 conciertos anuales como solista, en agrupaciones de cámara y con la Orquesta Filarmónica de Nueva York. Forma además parte del profesorado en la New York University y además imparte repertorio orquestal en la prestigiosa Manhattan School of Music así como en diferentes Festivales Internacionales.